# Edikt des Gaius Avidius Heliodorus
Das Edikt des Gaius Avidius Heliodorus ist eine auf Papyrus festgehaltene Rechtsquelle des Gaius Avidius Heliodorus aus dem Jahr 137. Avidius Heliodorus schuf das Edikt während der Regentschaft Hadrians, als er selbst in der römischen Provinz Ägypten als Eparch (praefectus Aegypti) dienstlich verpflichtet war. Das Dokument wird in sehr gutem Erhaltungszustand – als P.Oxy. XLI Nr. 2954 – in der Sackler Library in Oxford verwaltet.
Der Inhalt des Edikts ist von erheblichem rechtsgeschichtlichen Interesse. Die Anordnungen befassten sich mit Themen rund um den Verkauf von privatem Grundeigentum. Gemeinschaftseigentümer wurden administrativ dazu verpflichtet, die anderen Miteigentümer und die Nachbarn rechtzeitig über geplante Veräußerungen ihrer Anteile zu informieren. Dafür galten unterschiedliche Fristen. Nach heutiger Lesart legt die Verwaltungsentscheidung nahe, dass den Betroffenen die Möglichkeit zur Ausübung eines Vorkaufsrechts eingeräumt werden sollte. Mitteilungspflichten gab es zuvor wohl nicht, denn es gibt darüber keine Dokumentationen. Der Mitteilungspflicht wurde hohe Bedeutung beigemessen, denn Zuwiderhandlungen wurden fortan nicht nur bestraft, auch wurde der aus dem Verkauf erlangte Erlös einzuziehen.
Das römische Recht kannte zwar gleichermaßen Gesamthands- und Bruchteilseigentum, bezeichnet als communio pro diviso beziehungsweise communio pro indiviso, aber Bezug wird im Edikt wohl nur auf das Gesamthandseigentum genommen. Im heute kodifiziertem Recht, beispielsweise dem deutschen Bürgerlichen Gesetzbuch, sind Gesamthandseigentümer in ihrer Verfügungsmacht über das Eigentum beschränkt („gesamthänderisch gebunden“). Anders war das in der Zeit in Ägypten, denn die Mitberechtigten einer solidarischen graeco-ägyptischen Eigentumsgemeinschaft waren nach griechischem Recht miteinander verbunden. Das bedeutete, dass die volksrechtlichen Regelungen vorsahen, jedem Miteigentümer eine alleinige und ausschließende Handlungsbefugnis zuzugestehen, sofern Vorbehalte und Widersprüche nicht (vorab) entgegenstanden. Da Kenntnis ohne Mitteilung selten vorhanden gewesen sein dürfte, schuf die kraft Reichsrecht eingeführte Maßnahme in dem Punkt die entscheidende Transparenz.